# (2550) Houssay
(2550) Houssay ist ein Asteroid des äußeren Hauptgürtels, der am 21. Oktober 1976 am El Leoncito Observatory, welches sich beim Felix-Aguilar-Observatorium (IAU-Code 808) im argentinischen Nationalpark El Leoncito befindet, entdeckt wurde. Die Yale University und die Columbia University verwendeten das Observatorium als Außenstelle, um den Südhimmel zu beobachten. Es trägt seit 1990 den Namen „Observatorio Carlos Cesco“. Unbestätigte Sichtungen des Asteroiden hatte es schon 1970 unter den vorläufigen Bezeichnungen 1970 QT und 1970 RV am Krim-Observatorium in Nautschnyj gegeben.
Der mittlere Durchmesser des Asteroiden wurde mit 22,379 (±0,228) Kilometer berechnet, die Albedo mit 0,105 (±0,015).
(2550) Houssay wurde am 18. September 1986 nach dem argentinischen Physiologen Bernardo Alberto Houssay (1887–1971) benannt, der 1947 den Nobelpreis für Physiologie oder Medizin erhielt, „für seine Entdeckung der Bedeutung der Hormone des Hypophysenvorderlappens für den Zuckerstoffwechsel“. Im selben Jahr mit dem Nobelpreis für Physiologie oder Medizin geehrt wurde das Ehepaar Gerty und Carl Ferdinand Cori, nach denen im Jahre 2000 der Asteroid des äußeren Hauptgürtels (6175) Cori benannt wurde. Ebenfalls nach Bernardo Alberto Houssay benannt wurde am 22. Januar 2009 ein Mondkrater der nördlichen Mondhemisphäre: Mondkrater Houssay.